# 8141 Nikolaev
8141 Nikolaev (1982 SO4) là một tiểu hành tinh vành đai chính được phát hiện ngày 20 tháng 9 năm 1982 bởi N. S. Chernykh ở Đài vật lý thiên văn Crimean.